# Bacteri làctic
Els bacteris làctics, també coneguts com bacteris de l'àcid làctic (BAL) o cultius làctics, constitueixen un grup de bacteris grampositius que comparteixen característiques metabòliques i fisiològiques. Són bacteris anaerobis que toleren l'oxigen i per fermentació produeixen àcid làctic  a partir de la degradació de la glucosa (fermentació làctica).

Al llarg de la història, l'ús d'aquests bacteris ha estat associat amb aliments fermentats ja que s'utilitzen com a cultius iniciadors (starter cultures en anglès) per elaborar productes lactis (contribuint al gust), productes carnis (millorant el gust, aportant dolçor), productes de la pesca o vegetals. També els trobem a la panificació de massa mare on ajuden a desenvolupar el gust, la textura i promouen la bona conservació del pa. Juntament amb el procés de backslopping, els BAL es mantenen actius i asseguren una acidesa i un gust determinats a llarg termini del pa.
La seva presència a vegades també pot causar alteracions no desitjades en el producte final, per exemple, en el vi i la cervesa. Són àmpliament utilitzats com a probiòtics en aliments i en suplements alimentaris ja que aporten activitat antimicrobiana i antioxidant, com a bioconservants i tenen aplicació biotecnològica per a la producció d'àcid làctic. Alhora promouen la descomposició de proteïnes i greixos generant així precursors com aminoàcids i àcids grassos lliures que aporten gustos característics als aliments fermentats on s'hi troben.

## Característiques
Els bacteris làctics són cocs o bacils grampositius que poden arribar a agrupar-se formant cadenes, parelles o tètrades. Normalment són catalasa negatius, anaerobis facultatius o estrictes, no formadors d'espores, amb un baix contingut de guanina i citosina, ubics i àcid tolerants. Com a producte metabòlic final de la fermentació dels glúcids produeixen àcid làctic (>50%). L'àcid làctic i altres productes metabòlics dels BAL contribueixen a les propietats organolèptiques dels aliments. Alguns BAL són productors de bacterocines, el suposa un benefici perquè dificulta el creixement microorganismes patògens. Excepte algunes espècies, la majoria dels BAL són neutròfils, és a dir, el seu interval de pH òptim de creixement és entre 5-8.

## Taxonomia
Tradicionalment, els bacteris làctics s'han classificat basant-se en les seves propietats fenotípiques, és a dir, la morfologia, el metabolisme, l'interval de temperatura de creixement, la conformació isomèrica de l'àcid làctic i l'habilitat de fermentar diferents glúcids.
Els diferents gèneres que comprenen els bacteris làctics pertanyen al fílum Firmicutes, classe Bacilli i ordre Lactobacillales. Dins d'aquest ordre hi ha 6 famílies: Aerococcaceae, Carnobacteriaceae, Enterococcaceae, Lactobacillaceae, Leuconostocaceae i Streptococcaceae. Les més utilitzades a la indústria són: la família Leuconostocaceae composta pels gèneres Convivina, Fructobacillus, Leuconostoc, Oenococcus i Weissella; la família Enterococcaceae formada pels gèneres Bavariicoccus, Catellicoccus, Melissococcus, Vagococcus, Tetragenococcus, Enterococcus i Pilibacter; la família Streptococcaceae formada pels gèneres Streptococcus, Lactococcus, Lactovum i Floricoccus; i, per acabar, la família Lactobacillaceae que comprenia 3 gèneres (Lactobacillus, Paralactobacillus i Pediococcus) però l'any 2020, després de la seqüenciació completa del genoma de totes les espècies, un grup de científics de diversos països treballant coordinadament van proposar la reclassificació del gènere Lactobacillus i van establir 23 nous gèneres. Actualment, doncs, la família Lactobacillaceae està formada per 26 gèneres: Lactobacillus, Paralactobacillus, Pediococcus, Amylolactobacillus, Holzapfelia, Bombilactobacillus, Companilactobacillus, Lapidilactobacillus, Agrilactobacillus, Schleiferilactobacillus, Lacticaseibacillus, Latilactobacillus, Loigolactobacillus, Dellaglioa, Liquorilactobacillus, Ligilactobacillus, Lactiplantibacillus, Furfurilactobacillus, Paucilactobacillus, Limosilactobacillus, Secundilactobacillus, Levilactobacillus, Fructilactobacillus, Acetilactobacillus, Apilactobacillus i Lentilactobacillus.

## Metabolisme
Els BAL són ubics, és a dir, es poden trobar en qualsevol ambient. A la natura estan sotmesos a condicions adverses, a les quals han de donar una resposta ràpida i eficaç per garantir la pròpia supervivència. La resposta adaptativa molecular és, en part, específica de cada espècie. Depenent de les circumstàncies en les quals es troben i el substrat lliure que aporta el medi, els BAL utilitzen diferents vies metabòliques.
El metabolisme dels BAL es caracteritza per la seva eficiència a l'hora de fermentar glúcids lligada a la fosforilació a nivell de substrat (formació d'ATP). Aquest ATP generat és utilitzat per altres vies. Les diferències metabòliques i els punts de ramificació més importants que caracteritzen les diverses espècies, depenen més de la via que utilitzen per fermentar hexoses que de la capacitat que tenen per fermentar pentoses. Poden tenir un metabolisme homofermentatiu, heterofermentatiu facultatiu o heterofermentatiu estricte, donant com a producte majoritari de la fermentació l'àcid làctic. El que diferencia el tipus de metabolisme és el percentatge final d'àcid làctic; els homofermentatius en produiran més del 85% i els heterofermentatius només el 50%. Altres subproductes del metabolisme heterofermentatiu són: etanol, CO₂ i àcid acètic.

Vies de degradació de la glucosa: mixta, homofermentativa i heterofermentativa.

Els gèneres de bacteris làctics homofermentatius estrictes són: Pediococcus, Streptococcus, Lactococcus i Vagococcus. Els gèneres que tenen un metabolisme heterofermentatiu estricte són Carnococcus, Enterococcus, Leuconostoc, Oenococcus i Weissella. El gènere Lactobacillus i els que s'han establert després de la proposta de Zheng et al. comprenen espècies que disposen d'un metabolisme homofermentatiu o heterofermentatiu tant estricte com facultatiu.

### Metabolisme dels glúcids

#### Fermentació d'hexoses
Glucosa
Algunes espècies de BAL que fan la fermentació homolàctica utilitzen la via Emden-Meyerhof-Parnas per convertir la glucosa en piruvat (glicòlisi) i el piruvat en àcid làctic. La fructosa-1,6-difosfat (FDP), producte de la primera fase de la glicòlisi, mitjançant la FDP aldolasa, trenca la molècula en dihidroxicetona fosfat (DHAP) i gliceraldehid-3-fosfat (GAP). Mentre que la DHAP es converteix en GAP per l'acció de la triosa fosfat isomerasa, el GAP, a partir de l'acció de diferents enzims, passa a ser fosfoenolpiruvat (PEP). L'enzim piruvat quinasa s'encarrega de desfosforilar el PEP per obtenir piruvat. El piruvat es redueix a lactat per l'acció de l'enzim lactat deshidrogenasa. El producte final de la fermentació homolàctica és únicament l'àcid làctic, però perquè sigui així, s'han de complir un seguit de condicions: excés de substrat (hexosa) i anaerobiosi. D'aquesta forma, a partir d'una sola molècula de glucosa, s'obtenen dues molècules de lactat. Altres bacteris utilitzen el sistema fosfotransferasa del sucre del fosfoenolpiruvat (PTS) on el PEP és donador d'un grup fosforil a un conjunt d'enzims i passa a piruvat.
La via utilitzada per alguns bacteris làctics per a la fermentació heterolàctica és la fosfocetolasa. A partir de la deshidrogenació d'una molècula de glucosa fosforilada per l'hexoquinasa (glucosa-6-fosfat), s'obté el 6-fosfogluconat. Aquest pateix una descarboxilació i passa a ribulosa-5-fosfat o xilulosa-5-fosfat (pentosa-5-fosfat). La molècula generada es trenca en dues de noves per l'acció de la fosfocetolasa: el GAP i l'acetil fosfat. El GAP s'acabarà convertint en lactat per la mateixa via que la de la fermentació homolàctica, la de la glicòlisi. En una situació on no hi ha un acceptor d'electrons disponible, l'acetil fosfat es redueix a etanol passant, primerament, per acetil-CoA i, finalment, per acetaldehid (consum de dos NADH).
Galactosa
Existeixen dues vies per fermentar a galactosa: la via tagatosa-6-fosfat i la via Leloir.
Via tagatosa-6-fosfat: per a que la galactosa passi a tagatosa-6-fosfat primer s'ha de fosforilar mitjançant el PTS. A partir del consum d'una molècula d'ATP, la tagatosa-6-fosfat esdevé tagatosa-1,6-difosfat la qual es trenca en dues molècules: DHAP i GAP. El GAP s'incorpora a la via glicolítica.
Via Leloir: algunes espècies de BAL tenen la capacitat de transportar la galactosa amb una permeasa i convertir-la en glucosa-6-fosfat. A partir d'aquí ja passa a realitzar la glicòlisi.
Altres
Altres hexoses com són la fructosa i la manosa, després de patir un procés d'isomerització (maltosa) i fosforilació (fructosa), entren a la glicòlisi a partir de les molècules glucosa-6-fosfat i fructosa-6-fosfat, respectivament.

#### Fermentació de pentoses
Els BAL que tenen un metabolisme homofermentatiu i utilitzen les pentoses com a substrat, ho fan mitjançant la via de les pentoses fosfat. En el procés de conversió de les pentoses per obtenir lactat, es donen un seguit de reaccions catalitzades per enzims, la transcetolasa i la transaldolasa. D'aquesta forma, a partir de la conversió de tres pentoses en ribosa-5-fosfat i xilulosa-5-fosfat gràcies al consum de tres ATP, s'obtenen cinc GAP, els quals utilitzen la segona part de la glicòlisi per obtenir piruvat (5 mol)  i, conseqüentment, lactat (5 mol). El rendiment energètic d'aquesta via és molt més elevat que el de la via Ebden-Meyerhof-Parnas: s'obtenen set ATP a partir de tres molècules de pentosa.
La fermentació heterolàctica de les pentoses utilitza la mateixa via que la glucosa, la fosfocetolasa, però es diferencien en el producte final. Quan la fosfocetolasa trenca la molècula en GAP i acetil fosfat, el GAP segueix la mateixa via que la glucosa per obtenir àcid làctic, però, en canvi, l'acetil fosfat passa a acetat alliberant-se una molècula d'ATP i és l'acetat el nou producte final de la fermentació.

#### Fermentació de disacàrids
Lactosa
La lactosa entra fosforilada dins la cèl·lula, és a dir, en forma lactosa-6-fosfat. Això és a causa del sistema lactosa PTS. Un cop dins, la fosfo-β-galactosidasa trenca la molècula en glucosa i galactosa-6-fosfat. La glucosa passa directament a la via Emden-Meyerhoff-Parnas mentre que la galactosa-6-fosfat es metabolitza a la via tagatosa-6-fosfat.
Maltosa
La molècula de maltosa es trenca en glucosa i β-glucosa-1-fosfat per l'acció de la maltosa fosforilasa. La glucosa és l'única molècula que es metabolitza per mitjà de la glicòlisi per obtenir lactat.
Sacarosa
La sacarosa entra dins la cèl·lula gràcies a una permeasa i s'hidrolitza en glucosa i fructosa. Una altra forma d'entrar és mitjançant la sacarosa PTS i l'enzim sacarosa-6-fosfat hidrolasa el qual trenca la sacarosa-6-fosfat en glucosa-6-fosfat i fructosa.

#### Bacteris làctics amilolítics
Hi ha un conjunt de BAL que són capaços d'hidrolitzar el midó i convertir-lo directament en àcid làctic. El procés fermentatiu que té lloc quan s'utilitzen aquest tipus de bacteris és més econòmic que quan s'utilitzen altres bacteris làctics perquè la fermentació es produeix en un únic pas. Els primers bacteris aïllats que presentaven aquesta activitat van ser Amylolactobacillus amylophilus i Lactobacillus amylovorus al 1979 i 1981, respectivament. Els gèneres que tenen espècies amb capacitat amilolítica són: Lactococcus, Leuconostoc, Streptococcus, Lactobacillus, Lactiplantibacillus, Amylolactobacillus, Limosilactobacillus i Lacticaseibacillus.

#### Producció d'exopolisacàrids
Els exopolisacàrids són polímers d'alt pes molecular que els BAL poden produir amb la finalitat de protegir-se de les condicions ambientals adverses, de millorar la interacció entre cèl·lules i l'adhesió superficial, de formar biofilms i de disposar de reservoris de carboni i energia. Quan formen part dels aliments fermentats aporten beneficis per a la salut com la reducció de colesterol, la millora de l'activitat immunitària o propietats antioxidants o anticanceroses i tenen activitat prebiòtica que millora el creixement de soques microbianes del tracte intestinal. Proporcionen viscositat i redueixen la sinèresi, d'aquesta forma milloren les propietats reològiques dels aliments.
Els exopolisacàrids es classifiquen en dos grups segons la seva composició i la via biosintètica:
- Homopolisacàrids (HoPSs): formats per un únic tipus de monòmer amb subunitats repetides, com la glucosa o la fructosa. Tenen un pes molecular entre 10⁵ i 10⁶ Da. Depenent dels tipus de grup glicosil, del tipus d'enllaç i de la posició de l'enllaç amb el carboni, els homopolisacàrids poden ser:  D-α-glucans, D-β-glucans o poliglucans. Alguns BAL que produeixen homopolisacàrids són: Streptococcus salivarius (fructà), Latilactobacillus sakei (D-α-glucà), Weissella confusa (galactà) i Pediococcus parvulus (D-β-glucà).

- Heteropolisacàrids (HePSs): formats per dos o més tipus de monòmers. La ramnosa, la glucosa i la galactosa solen formar les subunitats juntament amb derivats de monosacàrids com són l'N-acetilgalactosamina, N-acetilgalactosamina, i l'àcid glucurònic. Alguns BAL que produeixen heteropolisacàrids són: Streptococcus thermophilus, Lactobacillus acidophilus, Lactobacillus helveticus, Lacticaseibacillus rhamnosus, Lacticaseibacillus casei i Lactococcus lactis.[18][19]

## Aplicacions alimentàries

### Cultius iniciadors
Els BAL s'utilitzen com a cultius iniciadors que s'afegeixen a les matèries primeres per dur a terme fermentacions làctiques predictibles sota condicions determinades. La funció principal dels cultius làctics és la producció d'àcid làctic que causa una disminució del pH de l'aliment, però en tenen d'altres com ara aportació de flavor gràcies a la fermentació dels glúcids i a l'activitat proteolítica i lipolítica i producció de compostos que inhibeixen el creixement de microorganismes indesitjables.
Durant la segona meitat del segle xix es van realitzar molts avenços científics i tecnològics amb relació a l'ús dels bacteris làctics en l'alimentació. Aquest progrés va permetre que, a finals del segle xix i a començaments del XX, es comencessin a elaborar industrialment llets i formatges fermentats a partir de cultius iniciadors. Al final de la dècada de 1930, els cultius secs es van començar a comercialitzar i els primers cultius liofilitzats van aparèixer a mitjans de la dècada de 1950. Els primers cultius congelats criogènicament van comercialitzar-se al 1965 i els cultius altament concentrats, útils per l'aplicació directa de llets fermentades, van aparèixer deu anys més tard. Actualment, la indústria làctia fa un gran ús d'aquests cultius altament concentrats. Al segle xx, la demanda de cultius iniciadors va augmentar gràcies a la seva estabilitat a l'hora de produir productes amb una qualitat determinada, la seva activitat i la resistència que presentaven enfront dels virus bacteriòfags. L'elaboració de productes lactis ha progressat cap a una indústria molt mecanitzada que processa volums de llet en temps cada cop més curts. Gràcies als cultius, moltes indústries han suprimit el temps que empraven per preparar-los, els equips necessaris i el personal per aconseguir l'activitat desitjada i han eliminat el risc de contaminació.

#### Tipus de cultius
Els cultius làctics es poden classificar segons la seva composició, és a dir, si estan formats per diferents espècies o diferents soques d'una mateixa espècie. Els tipus són:
- Cultius formats per una sola soca (single-strain starters): una soca d'espècies específiques.

- Cultius formats per múltiples soques (multiple strains starters): moltes soques definides que pertanyen a una única espècie.

- Cultius formats per múltiples soques barrejades (multiple-mixed strains starters): soques definides barrejades pertanyents a diferents espècies definides.

- Cultius de soques barrejades (raw mixed-strain starters): soques i espècies conegudes i desconegudes (cultius indefinits).[1][5]

Els bacteris làctics utilitzats per la indústria es poden dividir en dues categories segons la temperatura òptima de creixement: mesòfils (10-40 °C) i termòfils (40-50 °C). Els cultius mesòfils normalment consten de barreges de dues a sis soques.
Els cultius mesòfils són utilitzats per produir moltes varietats de formatges com el cheddar, gouda, edam, feta, rocafort, stilton, camembert, brie, cottage o coulommiers; llets/nates/sèrum de llet fermentades i mantega de nata madurada.
Els cultius termòfils s'utilitzen per fer iogurt o formatges que necessiten sotmetre's a una elevada temperatura de cuinat, com el gruyère, emmental, comte, grana, parmesà o romà.
Algunes espècies de BAL utilitzades en cultius iniciadors:
| Mesòfiles                                        | Termòfiles                                 |
| Lactococcus lactis spp. lactis                   | Lactobacillus delbrueckii ssp. bulgaricus  |
| Lactococcus lactis spp. cremoris                 | Lactobacillus delbrueckii ssp. lactis      |
| Lactococcus lactis spp. lactis var diacetylactis | Lactobacillus helveticus                   |
| Leuconostoc lactis                               | Lactobacillus acidophilus                  |
| Leuconostoc cremoris                             | Streptococcus thermophilus                 |
| Lacticaseibacillus paracasei                     | Streptococcus salivarius spp. thermophilus |
| Lactiplantibacillus plantarum                    |                                            |
| Lacticaseibacillus rhamnosus                     |                                            |

#### Fermentació aplicada a la indústria
Louis Pasteur és considerat el pare de la microbiologia i la immunologia. Al 1848 va publicar els seus estudis sobre l'àcid tartàric, un subproducte de la fermentació del vi, on va descobrir la rotació òptica inactiva de l'àcid racèmic, a causa que dues molècules de R- i L-àcid tartàric (isòmers) estaven superposades. Així es van establir els fonaments de l'estereoquímica. Anys més tard, va continuar investigant la fermentació alcohòlica i va trobar un subproducte no desitjat, l'àcid làctic. Aquest fet va ser un precedent per, al 1857, seguir estudiant quins eren els factors causants de la fermentació i la consegüent refutació de la generació espontània. Va descobrir que l'aplicació d'un tractament tèrmic a la mostra matava els microorganismes, fet que permetia aconseguir una fermentació predictible a partir de la introducció de cultius microbians purs. És el que es coneix actualment com tractament de pasteurització. El primer aïllament d'un cultiu pur bacterià va ser realitzat per Lister al 1873, es tractava del bacteri Bacterium lactis, denominat actualment Lactococcus lactis. El seu objectiu era demostrar que l'única causa de la fermentació làctica de la llet era l'activitat d'aquest bacteri.
Al 1890 es van introduir els primers cultius iniciadors aplicats amb finalitats industrials a Dinamarca, Alemanya i Estats Units per a la producció de formatge i llet agra. Al 1910 es van començar a comercialitzar cultius iniciadors per a la fermentació de cereals, al 1966 per a carn i al 1985 per a vi.
Exemples d'aliments de diferents orígens fermentats per BAL i altres microorganismes:
| Aliment                         | Microorganismes que intervenen en la fermentació | Temperatura i temps d'incubació pH final | Característiques que aporten al producte final                                  |
| Productes lactis                | |                                          |                                                                                 |
| Iogurt (Bulgària)               | Lactobacillus delbrueckii subsp. bulgaricus Streptococcus salivarius subsp. thermophilus | 43-45 °C 2,5 hores pH final: 4-4,5       | Acidesa, textura, aroma, flavor i probiòtic.                                    |
| Quefir (Regió caucàsica)        | Lactobacillus delbrueckii subsp. bulgaricus Lactococcus lactis subsp. lactis/cremoris Lactobacillus delbrueckii subsp. bulgaricus Lactobacillus delbrueckii subsp. lactis Lacticaseibacillus casei Lactobacillus helveticus Lactobacillus Brevis Lactobacillus kefiranofaciens Leuconostoc mesenteroides/ dextranicum Llevats: Kluyveromyces marxianus subsp. marxianus Torulaspora delbrueckii Saccharomyces cerevisiae Candida spp. Bacteris d'àcid acètic: Acetobacter aceti | 15-22 °C 24-36 hores pH final: 4         | Acidesa, aroma, flavor, gas (CO₂), alcohol i probiòtic.                         |
| Sèrum de llet (Europa i altres) | Lactococcus lactis subsp. lactis Lactococcus lactis subsp. cremoris Lactococcus lactis subsp. lactis var. diacetylactis | 22 °C 8-14 hores pH final: 4,5           | Acidesa, flavor i aroma.                                                        |
| Productes vegetals              | |                                          |                                                                                 |
| Kimchi (Korea)                  | Lactiplantibacillus plantarum Latilactobacillus sakei Levilactobacillus brevis Leuconostoc mesenteroides Leuconostoc citreum Leuconostoc gasicomitatum Weissella koreensis Weissella confusa | 20-25 °C 20-30 dies pH final: 4,2-4,4    | Probiòtic, flavor, aroma i millora del valor nutricional.                       |
| Olives (Espanya i Grècia)       | Utilitzen bacteris làctics pertanyents a Levilactobacillus spp., Lactiplantibacillus spp., Leuconostoc spp. i Pediococcus spp. com el Lactiplantibacillus plantarum, Lactiplantibacillus pentosus, Levilactobacillus brevis o Pediococcus pentosaceus. Utilitzen llevats com: Candida boidinii Debaryomyces hansenii Pichia anomala Pichia membranifaciens Rhodotorula glutinis Saccharomyces cerevisiae                                                                        | 22-25 °C 2-4 dies pH final: 3,5-4        | Acidesa, flavor, millora de l'aspecte i degradació de components indesitjables. |
| Sinki (Índia, Nepal)            | Lactiplantibacillus plantarum Levilactobacillus brevis Limosilactobacillus fermentum | 30 °C 2-3 setmanes pH final: 3,3         | Acidesa, flavor i millora del valor nutricional.                                |
| Productes carnis                | |                                          |                                                                                 |
| Salami (Itàlia)                 | BAL: Lactobacillus helveticus Companilactobacillus farciminis Latilactobacillus curvatus spp. curvatus Lactiplantibacillus plantarum Latilactobacillus sakei Bacteris catalasa negatius: Kokuria kristinae Kokuria varians Staphylococcus xylosus Staphylococcus carnosus ssp. carnosus Fongs: Candida stellata Debaryomyces hansenii Penicillium nalgiovense Rhodotorula mucillaginosa Saccharomyces cerevisiae Yarrowia lipolytica                                            | 20-22 °C 4-8 setmanes pH final: 5,5-6    | Acidesa, aroma, flavor, color i textura.                                        |
| Fuet (Catalunya)                | Bacteris làctics pertanyents als gèneres Lactobacillus, Latilactobacillus, Lactiplantibacillus, Lactococcus, Leuconostoc, Weissella i Pediococcus. Predominen les soques de Latilactobacillus sakei, Lactiplantibacillus plantarum i Latilactobacillus curvatus. Bacteris cocs catalasa positius: Staphylococcus xylosus Staphylococcus carnosus Fongs: Penicillium nalgiovense Penicillium chrysogenum                                                                         | 18-24 °C 3 setmanes pH: 5,4-5,6          | Acidesa, aroma, flavor textura i color.                                         |
| Cervelat (Europa central)       | Latilactobacillus sakei Latilactobacillus curvatus Staphylococcus carnosus | 20-25 °C 4 setmanes pH final: 5-5,5      | Acidesa, aroma, flavor i textura.                                               |

### Bioconservació
La bioconservació o biocontrol és l'ús natural o controlat de microorganismes amb l'objectiu allargar la vida útil i millorar la seguretat dels aliments. Alguns mètodes de bioconsevació utilitzats actualment són l'ús de nanopartícules, de bacteriòfags, d'endolisina, d'inhibidors de la percepció de quòrum o de microorganismes.
Els bacteris làctics han estat presents al llarg de la història en molts sistemes alimentaris com els aliments fermentats. Per aquest motiu són microorganismes considerats generalment segurs (GRAS) i tenen un gran potencial per ser utilitzats com bioconservants en alimentació. Estan aprovats com ingredients o additius alimentaris en més de cinquanta països arreu del món. Poden produir una gran varietat de metabòlits antagonistes de bacteris i fongs com àcids orgànics (làctic, acètic, fòrmic, propiònic, butíric, àcid hidroxifenilàctic i àcid fenil làctic), diòxid de carboni, etanol, peròxid d'hidrogen, àcids grassos, acetona, diacetil, reuterina, dipèptids cíclics, etc., i bacteriocines (per exemple, nisina, pediocina, lacticines o enterocines).

#### Substàncies antimicrobianes derivades del metabolisme dels BAL
Algunes substàncies produïdes pels bacteris làctics que s'utilitzen en la bioconservació d'aliments són:
Àcids orgànics: són els productes majoritaris del final de la fermentació. Acidifiquen el medi (disminueixen el pH) i inhibeixen els microorganismes no acidòfils. A més, tenen efecte antimicrobià perquè interfereixen amb el potencial de membrana (àcid acètic i àcid propiònic) i/o redueixen el pH intracel·lular (àcid làctic).
CO₂: els BAL heterofermentatius produeixen diòxid de carboni i creen un medi anòxic desfavorable pels microorganismes aerobis. Les concentracions baixes de CO₂ poden afavorir el creixement d'alguns microorganismes, però les concentracions altes tenen efecte antimicrobià.
Diacetil: algunes espècies dels gèneres Streptococcus, Pediococcus, Leuconostoc i Lactobacillus produeixen diacetil com a subproducte del metabolisme del citrat. Té un efecte antibacterià enfront de bacteris com Listeria, Salmonella, Escherichia coli, Yersinia i Aeromonas, fongs filamentosos i llevats. Les quantitats necessàries de diacetil per aconseguir un efecte antimicrobià són molt altes i afecten les característiques organolèptiques del producte final; per aquest motiu, el seu ús s'ha de cenyir a aliments en els quals té un paper essencial sobre les propietats sensorials de l'aliment.
Peròxid d'hidrogen (H₂O₂): es produeix peròxid d'hidrogen en presència d'oxigen com a conseqüència de l'acció de les flavoproteïnes oxidases, la superòxid dismutasa o la NADH peroxidasa. El seu efecte bactericida s'atribueix a l'efecte oxidant en les cèl·lules bacterianes. També pot augmentar la permeabilitat de la membrana. Algunes de les reaccions que produeixen H₂O₂ consumeixen l'oxigen i creen un entorn anòxic desfavorable per a alguns bacteris.
Natamicina: és un compost antifúngic produït pel Streptomyces natalensis, aprovat com a bioconservant antifúngic d'ampli espectre per a aliments i begudes (E-235). La natamicina s'uneix a la membrana dels fongs gràcies a la seva elevada afinitat amb l'ergosterol i provoca una hiperpermeabilitat de la membrana, deixant sortir els ions i els pèptids essencials i portant la cèl·lula a la mort cel·lular.
Bacteriocines: són pèptids antimicrobians produïts per bacteris. Són amfipàtiques amb càrrega neta positiva, fet que els permet interaccionar amb la membrana dels bacteris, i n'impedeix la reproducció o els porta a la mort cel·lular. Poden inhibir la síntesi de la paret cel·lular, augmentant la permeabilitat de la membrana cel·lular de les cèl·lules diana o inhibint l'activitat DNasa i RNasa. Normalment afecten només espècies molt properes a la productora de la bacteriocina. En el cas de les bacteriocines produïdes per bacteris làctics, en ser grampositius, només afecten altres bacteris grampositius. L'aplicació de les bacteriocines com a bioconservants pot ser beneficiosa en diferents àmbits: disminueix el risc d'intoxicació alimentària i la contaminació creuada, millora la vida útil, té efecte protector en condicions de temperatura extremes, permet la reducció de conservants químics afegits, etc.
Les bacteriocines dels BAL tenen gran importància a la indústria alimentària, ja que són considerades conservants naturals, afecten un ampli espectre de bacteris grampositius, no són tòxiques per a les cèl·lules eucariotes, s'inactiven quan entren en contacte amb les proteases del sistema digestiu i, per tant, el fet de ser ingerides no suposa cap risc per a la microbiota intestinal, actuen conjuntament amb altres agents antimicrobians, el seu mode d'actuació a nivell de membrana evita resistències creuades amb antibiòtics d'ús clínic i es mantenen estables durant el processament d'aliments sotmesos a tractament tèrmic o de pH.
Principals bacteriocines utilitzades a la indústria produïdes per BAL:
| Microorganisme                           | Bacteriocina       |
| Lactococcus lactis                       | Nisina A/Z         |
| Lactococcus lactis subsp. cremoris       | Lactococcina A     |
| Lactococcus lactis subsp. cremoris 9B4   | Lactococcina B     |
| Lactococcus lactis subsp. lactis DPC3147 | Lacticina 3147     |
| Lactococcus lactis subps. lactis         | Lacticina 481      |
| Pediococcus acidilactici                 | Pediocina PA-1     |
| Pediococcus acidilactici JD1-23          | Pediocina JD       |
| Leuconostoc carnosum 4010                | Leucocina A/B      |
| Leuconostoc mesenteroides                | Mesentericina Y105 |
| Carnobacterium divergens LV13            | Divergicina        |
| Lactiplantibacillus plantarum WHE92      | Pediocina PA-1     |
| Lactiplantibacillus plantarum C11        | Plantaricina E/F   |
| Latilactobacillus sakei 706              | Sakacina A         |
| Latilactobacillus sakei LYH673           | Sakacina P         |
| Latilactobacillus curvatus LTH1174       | Curvacina A        |
| Lactobacillus johnsonii                  | Lactacina F        |
| Lactobacillus helveticus                 | Helveticina        |

### Probiòtics
La primera proposta de definició que es va fer del terme probiòtic va ser al 1965, quan es van descriure com substàncies secretades per microorganismes que estimulaven el creixement d'altres. Actualment, segons la OMS, els probiòtics són microorganismes vius que, administrats en quantitats adequades, ofereixen un benefici a la salut de l'hoste.
No hi ha una llei específica que reguli l'ús de probiòtics en alimentació humana, es regeixen pels requisits generals del Reglament (CE) nº178/2002, en el qual s'estableixen els principis i requisits generals de la legislació alimentària, es crea l'Autoritat Europea de Seguretat Alimentària (EFSA) i es fixen procediments relatius a la seguretat alimentària.
Els microorganismes acreditats com a probiòtics normalment procedeixen dels cultius utilitzats en la fermentació d'aliments. Fonamentalment, els gèneres que inclouen soques probiòtiques són Lactobacillus i els que s'han establert després de la proposta de Zheng et al. i Bifidobacterium.
Històricament, el gènere Bifidobacterium ha estat considerat part dels BAL. Al 1899, Henri Tissier va aïllar per primera vegada les espècies de Bifidobacterium de femtes de lactants i el va designar Bacillus biffidus. Al 1957, el van anomenar Lactobacillus bifidum i no va ser fins al 1924 quan Orla-Jensen va proposar el gènere Bifidobacterium.
Actualment, s'ha demostrat que filogenèticament estan més relacionats amb les espècies que formen el fílum Actinobacteriaceae. Són bacteris grampositius immòbils, no formadors d'espores, anaerobis i catalasa negatius. A diferència dels BAL, els Bifidobacterium són rics en guanina i citosina. Actualment, el gènere comprèn 80 espècies.
Alguns BAL considerats probiòtics són: Lactobacillus acidophilus, Lactobacillus amylovorus, Lactobacillus crispatus, Lactobacillus delbrueckii subsp. bulgaricus, Lactobacillus gallinarum, Lactobacillus gasseri, Lactobacillus johnsonii, Lacticaseibacillus casei, Lacticaseibacillus paracasei, Lacticaseibacillus rhamnosus, Lactiplantibacillus plantarum i Limosilactobacillus reuteri.
Alguns microorganismes considerats probiòtics del gènere Bifidobacterium són: B. adolescentis, B. animalis, B. bifidum, B. breve, B. infantis, B. lactis i B. longum.

#### Mecanisme d'acció
Alguns dels mecanismes mitjançant els quals els probiòtics exerceixen la seva acció sobre l'organisme són: 
1. Interacció amb el sistema immunitari. Estimulen el sistema immunitari actuant sobre cèl·lules implicades tant amb la immunitat natural com l'específica i sobre macròfags. També promouen la formació d'immunoglobulines (Ig) i augmenten el nombre de limfòcits activant la resposta immunitària.
2. Enfortiment de la mucosa intestinal. Els probiòtics reforcen i reparen la mucosa intestinal, és una barrera selectivament permeable que deixa passar els nutrients mentre manté fora la majoria de components del lumen i ajuda a mantenir la integritat de l'epiteli intestinal davant d'agents patògens externs. Milloren la barrera que exerceixen les cèl·lules epitelials intestinals perquè estimulen la producció de proteïnes protectores com, per exemple, la mucina i ajuden a prevenir danys per acció d'al·lèrgens alimentaris, microorganismes patògens o citoquines proinflamatòries, entre d'altres.
3. Exclusió i inhibició de patògens. Competeixen amb els microorganismes patògens pels receptors intestinals i mantenen la microbiota intacta gràcies a la producció de substàncies antimicrobianes com les bacteriocines o els àcids orgànics que eviten la proliferació dels patògens.
4. Producció de substàncies bioactives. Els probiòtics poden produir substàncies bioactives amb una gran varietat de funcions fisiològiques. Intervenen en els processos digestius aportant enzims com la lactasa, millorant la digestió de la lactosa; hidrolases o sals biliars, que poden millorar la circulació sanguínia de lípids. També poden produir substàncies opiàcies que contribueixen a la disminució el dolor intestinal.
5. Impacte sobre la microbiota colonitzadora. Els estudis demostren que l'administració de probiòtics en individus sans no suposa un gran impacte, però sí que produeix una millora en individus que presenten algun tipus de patologia intestinal.

#### Guia d'avaluació de probiòtics per a l'ús alimentari
Els probiòtics han de complir uns requisits per a poder ser utilitzats i categoritzats com a tal:
1. Identificació mitjançant mètodes fenotípics i genotípics a nivell de gènere, espècie i soca. És necessari fer una identificació correcta perquè els efectes probiòtics, és a dir, beneficiosos per la salut, són específics de la soca. Les soques probiòtiques s'han de dipositar en col·leccions internacionals de cultius.
2. Caracterització funcional mitjançant tests in vitro i/o estudis a animals. Els tests in vitro són necessaris per avaluar la seguretat dels microorganismes. També són útils per a augmentar el coneixement sobre les soques i el mecanisme de l'efecte probiòtic, però no són completament adequats per predir la funcionalitat dels microorganismes probiòtics en el cos humà.
3. Garantia de seguretat. Han de ser innocus, incapaços de produir metabòlits indesitjables pels humans i no han d'aportar contaminants en la seva forma comercial.
4. Demostració de l'efecte beneficiós i la seguretat del microorganisme que el produeix mitjançant assaigs clínics, estudis in vivo utilitzant animals i humans. Els mètodes utilitzats pels assaigs clínics consten de 4 fases: en la primera es demostra la seguretat del microorganisme, en la segona l'eficàcia, en la tercera l'efectivitat i en la quarta es realitza la vigilància.
Actualment, l'Autoritat Europea de Seguretat Alimentària (EFSA) no ha autoritzat la declaració de propietats saludables (health claims en anglès) dels probiòtics i es regeixen pel Reglament (CE) 178/2002 on s'estableixen els principis i requisits generals de la legislació alimentària, es crea l'EFSA i es fixen procediments relatius per la seguretat alimentària. Per saber si l'ús d'algun microorganisme és segur, s'utilitza de referència la llista QPS (presumptament qualificat com segur) de l'EFSA.

## Producció biotecnològica de l'àcid làctic
La producció de l'àcid làctic o àcid 2-hidroxipropanoic es pot fer mitjançant processos químics o biotecnològics. La producció biotecnològica és beneficiosa per al medi ambient i utilitza recursos renovables en lloc de petroquímics. També suposa un benefici pel baix cost dels substrats necessaris, la baixa temperatura i el baix consum energètic durant la producció. Per a la producció biotecnològica s'utilitzen microorganismes, fonamentalment bacteris i fongs. Està basada en la fermentació de substrats rics en glúcids i, a diferència de la síntesi química, pot produir enantiòmers D o L òpticament actius. L'isòmer D és perjudicial per al metabolisme humà i pot provocar acidosi i descalcificació.
Els factors que s'han de tenir en compte a l'hora de produir àcid làctic mitjançant la via biotecnològica són: el tipus de microorganisme escollit per la seva producció, la immobilització o recirculació del microorganisme durant el procés, el pH, la temperatura, la font de carboni i de nitrogen, la manera de realitzar la fermentació i la formació de subproductes.
Els bacteris làctics són àmpliament utilitzats en la fabricació biotecnològica d'àcid làctic, ja que són capaços de créixer en condicions de pH àcides inferiors a 5, fermenten de forma ràpida i sense la necessitat d'utilitzar substrats cars i tenen un interval òptim de temperatura entre 20 °C i 45 °C. La majoria dels BAL produeixen una única forma isomèrica de l'àcid làctic. Els gèneres Aerococcus, Carnobacterium, Enterococcus, Vagococcus i Tetragenococcus produeixen únicament l'isòmer L mentre que les espècies de Leuconostoc només produeixen l'isòmer D. El gènere Lactobacillus a més de produir els dos isòmers, també produeix una forma racèmica d'ambdós isòmers (òpticament inactiva).
L'àcid L-làctic està autoritzat a Europa com additiu alimentari (E270). També és utilitzat per altres indústries com la farmacèutica, cosmètica o química. El 85% de la producció d'àcid làctic és utilitzat per la indústria alimentària mentre que el 15% restant per la resta d'indústries.

## Relació entre els virus bacteriòfags i els BAL
A la indústria alimentària, els virus bacteriòfags són molt útils per fer front a la presència de microorganismes patògens i alteradors. Són beneficiosos per la seguretat de productes animals i vegetals mínimament processats. No obstant això, la seva presència en fermentacions, especialment la làctica, és indesitjable. Quan els bacteriòfags infecten els cultius iniciadors, poden impedir que la fermentació es porti a terme, o alentir la seva velocitat, i causa un impacte negatiu en les característiques organolèptiques del producte final, com la textura, el sabor i l'aroma. Per tant, la presència de virus bacteriòfags en fermentacions alimentàries pot causar grans pèrdues de producció i, conseqüentment, econòmiques.